# Jeff Pain
Jeffrey "Jeff" Pain (Anchorage, Alasca, 14 de dezembro de 1970) é um piloto de skeleton canadense. Ele conquistou uma medalha de prata olímpica em 2006. Ele é considerado um dos competidores masculinos de maior sucesso na história do skeleton canadense programa. Ele nasceu em Anchorage, Alasca.
Ele se formou na University of British Columbia, onde foi membro da equipe de atletismo da escola.
Pain teve uma carreira de 15 anos com 22 pódios em Copas do Mundo em 74 partidas, incluindo dez vitórias, 3 medalhas no Campeonato Mundial e uma medalha de prata olímpica. Isso incluiu ganhar duas vezes o título geral masculino da Copa do Mundo de Esqueleto (2004-5, 2005-6). Ele representou o Canadá pela primeira vez nos Jogos Olímpicos de Inverno de 2002, terminando em 6º, onde Skeleton retornou após um hiato de 54 anos. Em seguida, Pain passou a competir nos Jogos Olímpicos de Inverno de 2006, onde terminou com uma medalha de prata atrás do companheiro canadense Duff Gibson. Uma característica distintiva do equipamento de Skeleton de Pain é seu capacete pintado de forma personalizada, representando o rosto de um castor enfurecido. Pain se casou com sua esposa Aly em 1997 e eles têm dois filhos.
Jeff e Aly lançaram seu primeiro livro, "O Negócio de Casamento e Medalhas" - A Viagem do Relacionamento pelo Desempenho de Elite. Este livro é um relato simples e honesto do casamento de um casal, enquanto ele lida com enormes sacrifícios e longos períodos separados.
Pain também ganhou três medalhas no evento de esqueleto masculino no Campeonato Mundial FIBT com duas medalhas de ouro (2003, 2005) e uma de prata (2001).
Ele terminou em nono lugar nos Jogos Olímpicos de Inverno de 2010; correndo com um músculo oblíquo direito gravemente ferido. Em outubro de 2010, ele anunciou sua aposentadoria da competição.
Em 2015, Pain foi nomeado técnico do time esqueleto chinês, depois que os Jogos Olímpicos de Inverno de 2022 foram atribuídos a Pequim.